# تيم فاولر
تيم فاولر (بالإنجليزية: Tim Fuller)‏ هو مدرب كرة سلة أمريكي، ولد في 7 فبراير 1978 في هاريسبرج في الولايات المتحدة.